# Maria Regina (Fellbach)
Maria Regina (lat. Maria Königin) ist eine römisch-katholische Kirche in Fellbach. Sie wurde von dem Stuttgarter Architekten Klaus Franz entworfen und gilt als dessen Hauptwerk. Der erste Spatenstich war am 17. Oktober 1965. Am 4. Juni 1967 war die Kirchweihe.
Genutzt wird sie bis heute von der katholischen Kirchengemeinde St. Johannes Fellbach und von der 2005 neu gegründeten und nach der Kirche benannten italienischen Kirchengemeinde Maria Regina.

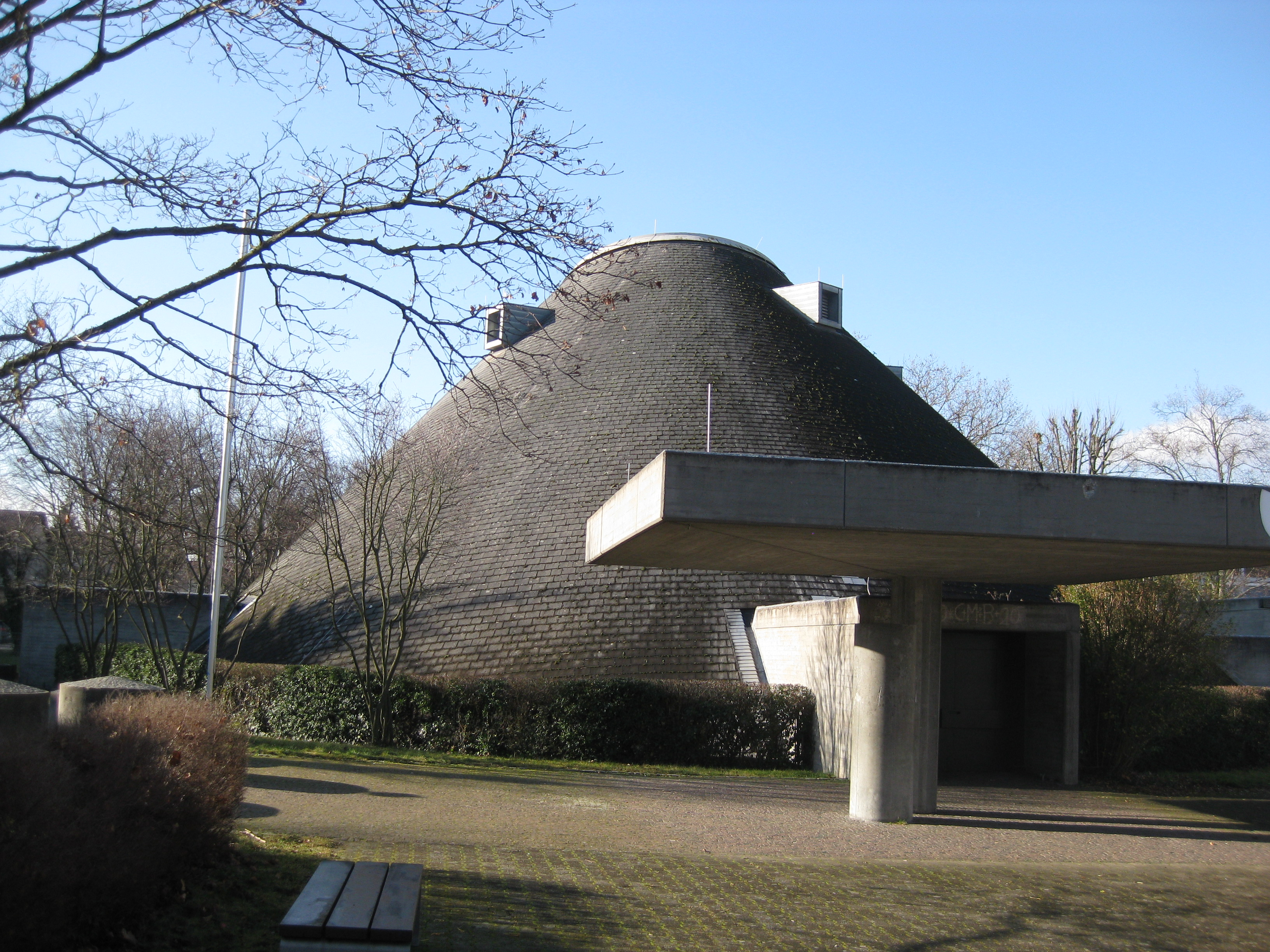
Kirche Maria Regina (Fellbach)

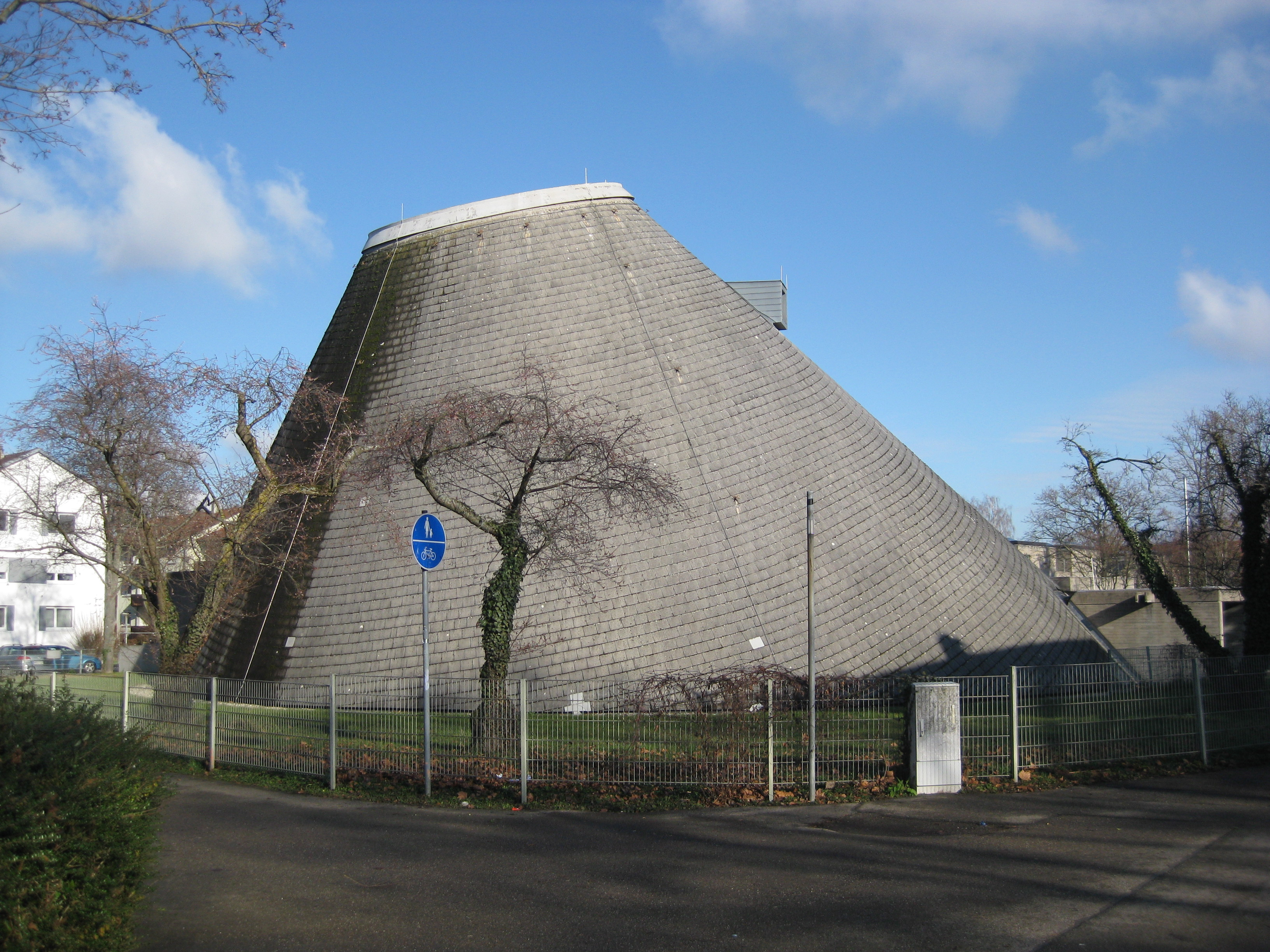
Kirche Maria Regina (Rückseite)

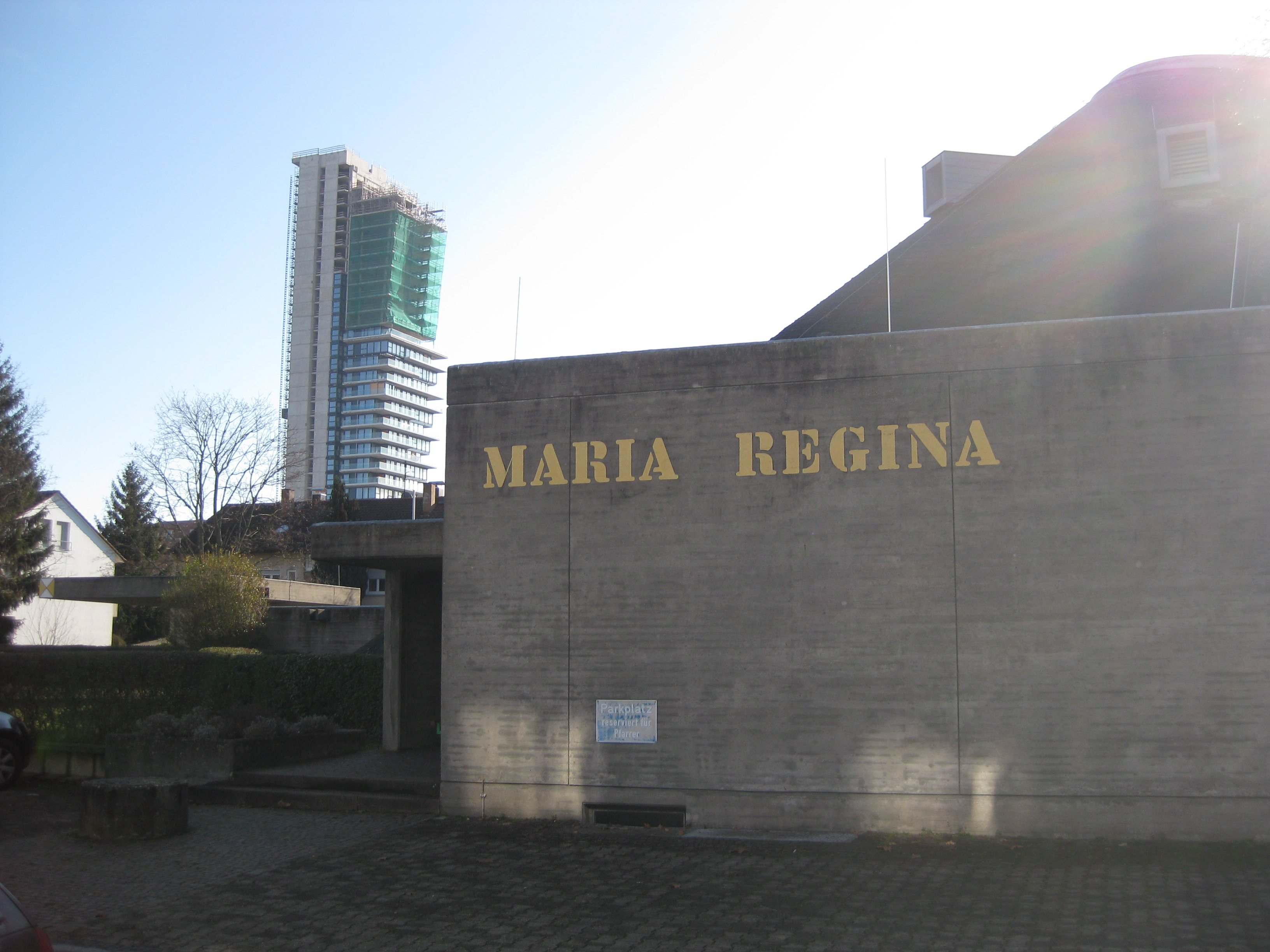
Kirche Maria Regina (Seitenansicht)

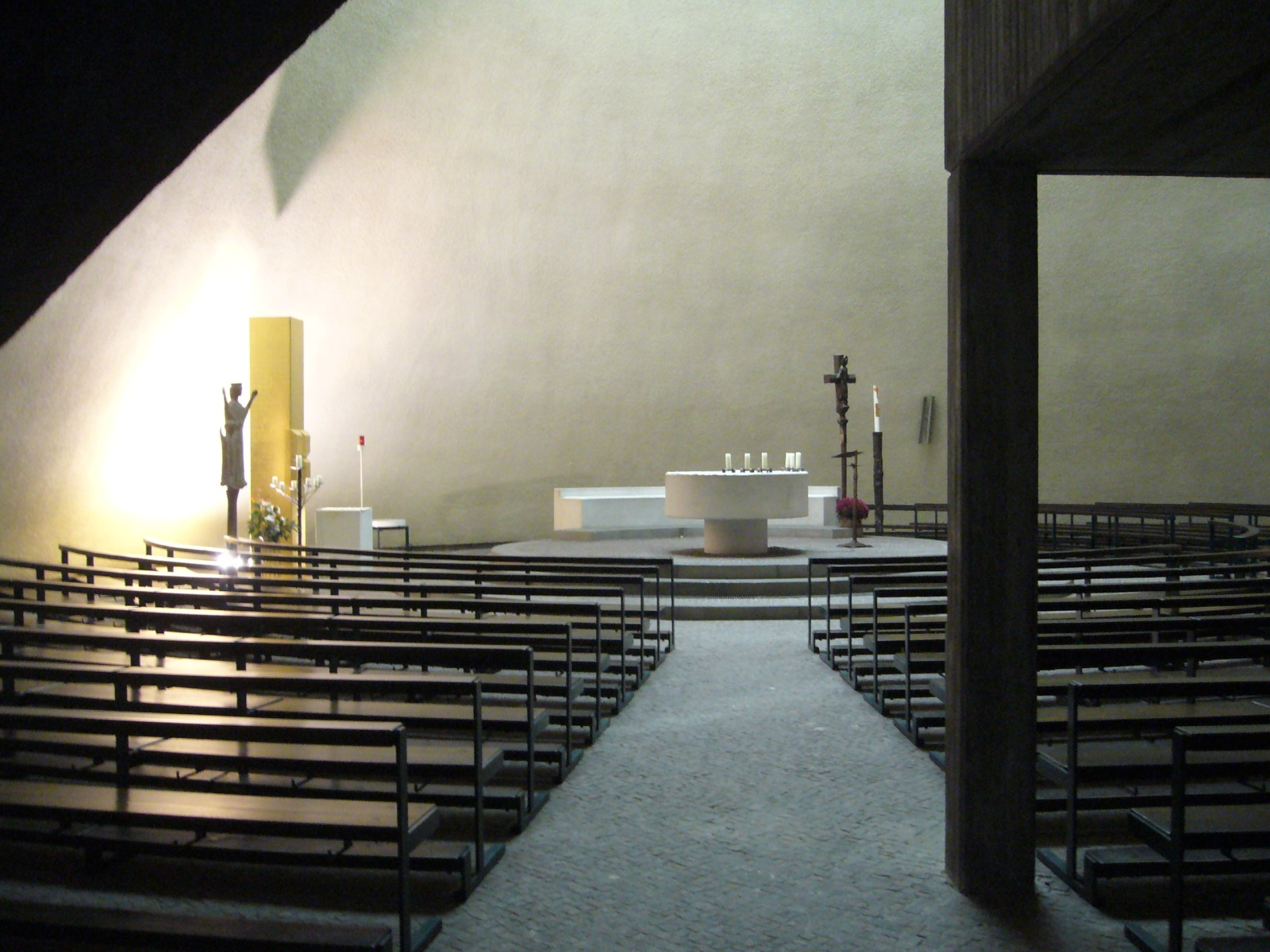
Kirche Maria Regina (Innenansicht)

## Architektur
Die Architektur der Kirche ist durch strikte Geometrie und klare Formen geprägt. Sie hat einen runden Grundriss und die Form eines schiefen Kegelstumpfs. Die Deckfläche des Baukörpers über dem Altar ist als Oberlicht ausgebildet und die einzige natürliche Lichtquelle des Innenraums. Der kreisrunde Altar befindet sich auf einer runden, drei Stufen erhöhten Altarinsel, die Kirchenbänke umschließen diese in vier Blöcken beinahe vollständig. Durch verschiedene architektonische Mittel wird die Aufmerksamkeit auf den Altar gelenkt: vor und in der Kirche finden sich zum Altar führende Linien. Das Straßenpflaster des Vorplatzes zieht sich durch den Haupteingang und durch den ganzen Innenraum bis zum Altar.

## Kunstwerke

### Altarbereich
Altar und Tabernakel wurden vom Architekten der Kirche entworfen. Der Bildhauer Max Faller gestaltete 1980 das Altarkreuz und den Ambo, 1981 den Osterleuchter.

### Marienstatue „Maria lehrt Jesus beten“
In der Nähe des etwas erhöhten Altars, neben dem Tabernakel, findet sich eine Statue, die 1974 von der Künstlerin Maria Elisabeth Stapp geschaffen wurde. Man sieht Maria mit einer angedeuteten Krone, dem Namen der Kirche entsprechend, und Jesus, wie sie, die Hände erhebend, beten.

### Kreuzweg
Klaus Franz hatte einen Kreuzweg am Aufgang von der Unterkirche zum Kirchenraum geplant, der nie realisiert werden konnte. Die Betonquader laden nun nicht nur Kinder zum Spielen ein. 1991 wurde in der Unterkirche ein Kreuzweg aus Naturstein-Mosaik des Leinfeldener Künstlers Otto Habel installiert.

### Pfeifenorgel
Nachdem die Kirche fast 30 Jahre mit einer provisorischen Elektroorgel auskommen musste, wurde am Sonntag, 1. Dezember 2002, nach halbjähriger Bauzeit ein neues Instrument von Fischer & Krämer Orgelbau eingeweiht. Das Instrument verfügt über 20  Register auf zwei Manualen (je 8 Reg.) und Pedal (4 Reg.). Dem Orgelbau waren langjährige akustische Studien vorangegangen, da die Akustik der Kirche mit ihrem kreisförmigen Grundriss sehr schwer zu berechnen ist.

### Divergent I
Seit den Landeskunstwochen 1997 in Fellbach ist auf der Wiese vor der Kirche ein sieben Meter hoher Metallstab des in Frankreich lebenden Künstlers Robert Schad zu sehen, der mit einigen Ecken und Kanten dem Himmel zuzustreben scheint.
Koordinaten: 48° 49′ 4″ N, 9° 16′ 46″ O

## Nachweise
1. ↑  Orgel Databank: Fellbach – Katholische Kirche Maria Regina: hier auch Disposition der Orgel